# Станіслав Гербурт
Станіслав Гербурт (пом. 1584 р.) — польський шляхтич, військовик, урядник Королівства Ягайлонів. Львівський каштелян, самбірський староста, брат єпископа Валентія Гербурта. Представник роду Гербуртів гербу Павча.

## Життєпис
Правдоподібно, був призначений для господарювання в маєтностях батька як найстарший з п'яти синів перемиського підкоморія Яна Гербурта та його дружини Ядвіги Хвалівни з Пелнятичів (нині у складі ґміни Заріччя). У джерелах з'являється 16 березня 1546 р. як перемиський підкоморій. Уряд (посаду) міг отримати після батька, який ще жив 16 серпня 1542 р. 1550 р. брав участь у сеймі (не відомо, чи був послом). Почав робити кар'єру (як брат Миколай) завдяки сентименту короля Сигізмунда ІІ Авґуста до далеких родичів Варвари Радзивіл. Між 18 березня 1552 р. та 12 травня 1553 р. став перемиським каштеляном. 8 травня 1555 р. був львівським каштеляном. На сеймі 1555 р. мав претензії щодо отримання без права на довічно королівщини Маковнів (втратив на нього права, але зберіг «доживоття»). Ревний католик, 13 березня 1563 р. був одним (крім перемиського каштеляна Пйотра Бажого) сенатором, який виступав проти забирання у єпископа права суду над виконанням функцій старости. За це отримав симпатію примаса Якуба Уханського.
8 січня 1564 р. король призначив його одним з шести комісарів, які мали за дозволом сенату брати участь у ревізії королівських надань. 12 лютого 1564 р. разом з іншими сенаторами підтримав унію з ВКЛ. 28 червня 1566 р. Добромиль завдяки його зусиллям отримав магдебурзьке право, 15 років звільнення від податків, право на два ярмарками (3 травня та 15 жовтня) і щотижневі торги. 2 серпня 1566 р. отримав право викупу королівщин у Перемиській землі, кому-небудь записаних чи заставлених. 1567 р. разом з молодим Яном Замойським забирав у спадкоємців Яна Стажеховського багате Самбірське староство (тенуту — дожиттєве староство). 7 липня 1568 р. посідав уряди старости самбірського, дрогобицького. Намагався мирно співіснувати з православними: 11 листопада 1568 р. дозволив оплати за виготовлення горілки в Солі йшли для реставрації парафії, 26 листопада 1568 р. в селі Криве фундував попівство. 1569 року брав участь у Люблінській унії. 28 лютого 1575 р. його обрали одним із суддів генерального суду Руського воєводства.
Був прихильником кандидатури Генріха Валуа. Разом з подільським воєводою Миколаєм Мелецьким намагався відтермінувати рішення про оголошення примасом цісаря королем; не «палили за собою мостів», підписали вибір королем Стефана Баторія, вітали його у Вишні та Перемишлі. Через це зміг отримати 15 червня 1578 р. скасування виключного привілею Долини продавати сіль у Белзькому та Волинському воєводствах. 3 січня 1580 р. отримав для себе право розвозити сіль всією Річчю Посполитою. 1582 р. брав участь в угоді щодо спадку примаса між новим примасом Станіславом Карнковським та зятем — дрогобицьким старостою Павелом Уханським. Остання документальна згадка про С. Гербурта —  19 січня 1584 р. 29 березня 1584 не жив.

## Маєтності
У 1557 р. отримав право викупу з рук села Любківці (Снятинський повіт). В 1563 р. з братами Яном, Миколаєм провів поділ сіл у Перемиській землі, з яких викупив у Яна 1576 р. Папоротне, П'ятницю, Кропивницю, Сопутник. Позичав гроші королю, за що отримав багату Самбірську тенуту, кварта й річна плата з якої до скарбниці складали 8500 флоринів, викупив у Зборовських претензії на неї за 30000 флоринів. Разом з братом Яном володіли містом Библом. Не був щедрим; тільки для ректора школи Фельштина (мав бути бакалавром Краківської академії) надав невелику суму (для учнів — 2 золотих на рік, для плебана — 20).

## Сім'я
Оженився перед 13 січня 1557 р. з Катажиною — донькою войського медицького Анджея Бажого. Відомі діти:
- Пйотр Ян (бл. 1550 р.) — навчався в Інґольштадті, в 1574 р. був у Римі, де його опікував Станіслав Гоз'юш; 1580 р. отримав у Моґунції ступінь філософський, 1581 р. був у Парижі. Не брав активної участі в політичному житті. У грудні 1584 р. не хотів бути послом на сейм від сеймику у Вишні (переконували прихильники канцлера, також Зборовського). Точно не відомо коли помер у 1586 р. чи  у 1588 р. Знав кілька мов.
- Еразм — навчався у Кракові (1580 р.), Інгольштадті 1581 р., Діллінґені 1582 р.; його син Еразм Войцех — улюбленець Яна Щасного Гербурта, якому віддав у безплатну оренду Фельштин, Глибоке, Сусідовичі, що викликало протест опікунів.
- Станіслав — навчався з братом Еразмом, у дідичному Добромилі заклав друкарню; був одружений з каштелянкою равською Тшцінською, яку по його смерті 1601 р. прогнав з маєтків добромильських спадкоємець Ян Шасний
- Анна Катажина — 1571 року вийшла заміж за белзького воєводу Павела Уханського (братанок примаса Якуба Уханьського)
- Дорота — дружина: земського галицького судді Яна Сенявського[2]; коронного підчашого Анджея Зебжидовського
- Катажина, чоловік — Миколай Язловецький